# Худум
Худум (рум. Hudum) — село у повіті Ботошані в Румунії. Входить до складу комуни Куртешть.
Село розташоване на відстані 368 км на північ від Бухареста, 2 км на південний захід від Ботошань, 96 км на північний захід від Ясс.

## Населення
За даними перепису населення 2002 року у селі проживали 142 особи, усі — румуни. Усі жителі села рідною мовою назвали румунську.